# أليكس ديبون
أليكس ديبون (بالإسبانية: Álex Debón) مواليد 1 مارس 1976 في لا فال د'أويتشو، منطقة بلنسية، هو متسابق دراجات نارية إسباني. نافس في سباقات بطولة العالم لفئة 250 سي سي ولفئة 50 سي سي.

## سباقات فاز بها
- جائزة فرنسا الكبرى للدراجات النارية 2008

## وصلات خارجية
- أليكس ديبون على موقع MotoGP.com (الإنجليزية)

- الموقع الرسمي